# Ebonit
Ebonit (engl. ebonite, prema ebony: ebanovina) je jedan od prvih umjetnih polimernih materijala; crne je boje, dobiva se vulkanizacijom kaučuka. Upotrebljavao se u elektrotehnici te za izradu kemijskih aparatura i raznovrsnih predmeta svakodnevne uporabe. U novije doba zamijenili su ga drugi, jeftiniji polimerni materijali boljih svojstava.

## Svojstva
Protrljamo li štap od ebonita vunenom krpom, postaje električan i privlači male čestice tvari, ali ih odmah i odbija. Isto tako ako stakleni štap protrljamo suhim papirom ili amalgamiranom kožom, postaje električan. Dakle, trenjem tijela mogu postati električna. Kažemo da nose električni naboj, odnosno da su električno nabijena. Približimo li dva naelektrizirana staklena ili dva ebonitna štapa jedan drugome, vidjet ćemo da će se oni odbijati. Naprotiv, približimo li ebonitni štap staklenome, oni će se privlačiti. Prema tome, moramo razlikovati dvije vrste električnog naboja: pozitivan i negativan. Stakleni štap je pozitivno nabijen, a ebonitni negativno. Iz toga možemo zaključiti da se tijela istoimenog naboja odbijaju, a raznoimenoga privlače.
Međutim, tijela se mogu elektrizirati i dodirom. U to se možemo uvjeriti pomoću takozvanog električnog viska. Električni visak je kuglica od bazgine jezgre koja visi na staklenoj niti. Dotaknemo li takvu kuglicu naelektriziranim štapom, na nju će prijeći nešto elektriciteta pa će postati električna i odmah će se odbiti. Kažemo da je kuglica primila električni naboj. U to se možemo uvjeriti tako da kuglicu primaknemo papirićima: ona ih privlači. Prema tome, tijelo postaje električno ne samo trenjem nego i dodirom, s drugim električnim tijelom. Ako od dva jednaka električna viska nabijemo jednu kuglicu staklenim, a drugu ebonitnim štapom, kuglice će se privući, ali čim se dotaknu, one će se rastaviti i nakon toga neće više biti električne. Znači, raznoimeni elektriciteti iste množine odnosno istog električnog naboja međusobno se neutraliziranu, to jest poništavaju.
Različita tijela vladaju se različito prema toplinskim zrakama. Staklo koje je za zrake svjetlosti prozirno apsorbira toplinske zrake, dok ebonit koji je neproziran propušta toplinske zrake.